# Cheshmeh-ye Gav
 (juillet 2018).
Cheshmeh-ye Gav (چشمه گاو en persan), également romanisé en Cheshmeh-ye Gāv, Chashmeh Gav et Chashmeh-i-Gav, est un village situé dans le district rural de Naharjan (en) dans le district de Mud (en) du comté de Sarbisheh (en) dans la province du Khorasan méridional en Iran. Lors du recensement de 2006, il avait une population de 47 habitants répartis en 15 familles.